# Battaglia di Giornico
La battaglia di Giornico detta anche battaglia dei Sassi Grossi ebbe luogo nei pressi di Giornico (nei territori fra Bodio e Pollegio, entrambi appartenenti alla Vicinanza di Giornico) il 28 dicembre 1478 e vide la sconfitta dell'armata del ducato di Milano ad opera di pochi, ma determinati, difensori che seppero sfruttare a loro favore le avverse condizioni meteorologiche e la perfetta conoscenza del territorio.

## Antefatti
Nel 1466 il possesso della Valle Leventina era stato promesso da Galeazzo Maria Sforza, duca di Milano, al canton Uri. Nel periodo successivo, tuttavia, Sforza si rifiutò di onorare l'accordo; inoltre il Ducato di Milano diede supporto a Carlo il Temerario, avversario dei Confederati nelle guerre di Borgogna, nonostante Sforza avesse precedentemente sottoscritto un trattato di amicizia con i Confederati nel 1467. Per queste ragioni i Confederati intervennero a sud del San Gottardo nell'autunno del 1478.

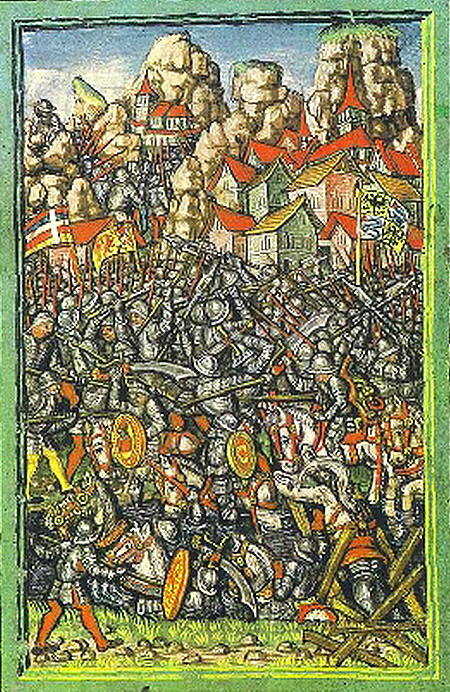
Miniatura della battaglia

Nel mese di novembre gli Svizzeri occuparono la valle Leventina, la cui popolazione li accolse come liberatori, e la loro azione proseguì verso Bellinzona con l'apporto di molti soldati della valle. Il 30 novembre il grosso dell'esercito (circa 7 000 uomini) si trovava sotto le mura di Bellinzona. Il 2 dicembre riuscì ad aprire una breccia nelle mura che dal Castelgrande scendono fino al fiume Ticino; il varco creato permise all'armata confederata di compiere razzie e saccheggi in tutta la regione a sud di Bellinzona fino alle porte di Locarno e di Lugano. Milano fu costretta ad organizzare in fretta e furia un esercito per contenere le mire confederate. Questa armata, forte di 10 000 uomini, fu fatta affluire in gran parte da Ponte Tresa, in parte da Locarno e da Tirano attraverso il passo San Jorio. Questa manovra permise al Ducato di ricacciare oltre le mura di Bellinzona i Confederati. Il 16 dicembre, in modo del tutto inatteso, questi ultimi abbandonarono il campo e rientrarono frettolosamente oltralpe, attraverso il passo del San Gottardo e del San Bernardino.
Il peggioramento del tempo con forti nevicate li obbligò a lasciare il campo per evitare di trovarsi senza collegamenti. Solo un esiguo numero di soldati (circa 500), in gran parte Urani, rimase di presidio alla valle Leventina. I comandanti ducali, acquartierati attorno a Bellinzona, comunicarono al duca che il tempo continuava a peggiorare, con forti nevicate e che sarebbe stato logico attendere la bella stagione per proseguire nella missione. Ma il 18 dicembre il Consiglio segreto ducale, presenti i senatori e consiglieri: Orfeo Cenni da Ricavo, Pietro da Ladriano, Azzo Visconti, Pallavicino, il vescovo di Como Branda Castiglioni, e Gian Giacomo Trivulzio, preso atto della lettera dei capitani sul campo, Pietro Francesco Visconti e Giovanni Pietro Panigarola, decise invece di continuare nell'azione punitiva nei confronti della valle Leventina e della valle Mesolcina. Ordinò quindi di proseguire e di occupare la Leventina fino al passo del San Gottardo e di costruire in cima alla valle un fortilizio per impedire ulteriori incursioni urane. Diecimila soldati erano probabilmente più di tutta la popolazione presente in Leventina e questo deve aver fatto propendere per l'azione immediata, tenuto anche conto che mantenere in loco l'esercito fino alla bella stagione avrebbe significato spendere una cifra considerevole in sussistenza e paghe. Queste valutazioni, assieme alla scarsa conoscenza del territorio sembrano alla base della decisione del Consiglio segreto.
Nei giorni seguenti l'esercito venne fatto avanzare nella valle Riviera in due colonne che seguivano le sponde del Ticino, che in quel tratto scorre in mezzo alla valle. L'artiglieria venne fatta scendere dal Ceneri e a sua volta portata oltre Bellinzona. Con questa disposizione l'armata avanzò fino all'imbocco della valle Leventina, in quel tratto iniziale il fiume chiude contro la sponda destra. Quindi probabilmente le truppe che avanzavano da Iragna su quella sponda si videro costrette ad attraversare il fiume. Più oltre il Ticino dalla strettoia iniziale sulla sponda destra si sposta sulla sinistra e forma una seconda strettoia subito dopo il paese di Bodio prima di Giornico, sembra che proseguendo verso Giornico le truppe non si siano più divise in due colonne ma che siano giunte sul luogo della battaglia ammassate in un'unica colonna.

## La battaglia
Il 28 dicembre l'esercito penetrò nella bassa Leventina, probabilmente avanzando inizialmente in due colonne ma entrambe sulla sponda sinistra del fiume, per i motivi spiegati sopra. Prima di Giornico il Ticino sposta il suo corso verso il fianco sinistro della valle, ma per motivi che non conosciamo la colonna di destra non scavalcò di nuovo il corso d'acqua, forse impossibilitato dalla gran neve o dall'assenza in quei luoghi di ponti. Quindi confluì nel collo di bottiglia sul fianco sinistro tra Bodio e Giornico. Questo luogo viene ancora oggi denominato dei Sassi Grossi, a ricordo degli avvenimenti. Le truppe confederate e i valligiani che senza difficoltà potevano seguire tutte le manovre di avvicinamento, si disposero in tre schieramenti: il principale formato dalle truppe confederate all'entrata del paese di Giornico sulla sponda sinistra; il secondo sulla sponda destra; mentre i leventinesi, che ben conoscevano i sentieri che da Giornico e Bodio portavano al soprastante altopiano di Sobrio, erano verosimilmente appostati sul fianco sinistro della valle.
Quando la testa della lunga colonna sbucò nel piano antistante Giornico e iniziò la manovra di allargamento e dispiegamento delle truppe, un attacco contemporaneo delle truppe confederate frontale e uno laterale, fatto precedere da grandi rotolamenti di sassi e tronchi, mise in rotta l'esercito ducale. Molti, presi dal panico, tentarono di attraversare il fiume per portarsi sulla sponda destra, ma questo attraversamento non coordinato fu fatale a molti di loro, sia per il guado pericoloso sia per le truppe avversarie che si trovavano ben appostate per manovrare contro di loro. La disfatta fu totale e quasi incredibile vista la disparità delle forze in campo.

## Conseguenze
Con la Pace di Lucerna del 1480, siglata sotto l'auspicio del re di Francia, il Ducato di Milano rinunciò a ogni pretesa sulla valle Leventina, che passò sotto controllo urano. I confederati ottennero l'esenzione da dazi doganali nel ducato e la Leventina ottenne il controllo dei possedimenti in boschi di castagno e alpeggi fuori valle.